# Tarány
Tarány (szlovákul Štefanovičová) község Szlovákiában, a Nyitrai kerületben, a Nyitrai járásban. Alsó- és Felsőtarány egyesítésével jött létre.

## Fekvése
Nyitrától 16 km-re délre fekszik.

## Története
Tarányt 1269-ben "Taran" alakban említik először, még a 13. században két településre oszlott.
Alsótarány 1293-ban "Taranteluky" néven szerepel, Nyitra várának uradalmához tartozott. Később a divéki Dobes család birtoka, majd 1417-ben Bessenyei Istváné. 1569-ben Illméri családbeliek új királyi adományt szereztek Tarány prediális birtokaira. A falu a 15. században elpusztult, még 1664-ben is pusztaként említik.
A 18. században a Grassalkovich család telepítette újra, az újratelepítés utáni első írásos említése 1752-ben történt. Nem volt önálló település, Nyitranagykérhez tartozott. 1828-ban 2 háza és 17 lakosa volt. 1850-ben 18-an lakták.
Felsőtarány a 13. század végén a Forgách család birtoka, később Ürményi Eleméré, majd a 17–19. század között a Hunyadi családé. 1664-ben a töröknek kellett adóznia. 1812-ben 56 lakosa volt. 1828-ban 7 házában 62  lakos élt. 1850-ben Ürmény részeként 74 lakosa volt.
1910-ben még nem volt önálló község. A trianoni békeszerződésig területe Nyitra vármegye Nyitrai járásához tartozott. 1924–1925-ben délvidéki szlovákok és csehországi morvák telepedtek le a faluban. 1935-ben Alsó- és Felsőtarány puszták egyesítésével létrejött az önálló Tarány község. Szlovák nevét 1948-ban Taráňról Štefanovičovára változtatták. Lakói főként mezőgazdasági munkások voltak. 1986 és 1997 között Ürményhez tartozott, azóta újra önálló község.

## Népessége
| Év:            | 1994. | 2004. | 2014.    | 2024.   |
| -------------- | ----- | ----- | -------- | ------- |
| Emberek száma: | 0     | 264   | 327      | 350     |
| Eltérés:       |       | –     | +23,86 % | +7,03 % |

| Év:            | 2023. | 2024.   |
| -------------- | ----- | ------- |
| Emberek száma: | 339   | 350     |
| Eltérés:       |       | +3,24 % |

1930-ban 372 lakosából 280 csehszlovák, 5 magyar és 87 állampolgárság nélküli volt. Ebből 251 római katolikus, 116 evangélikus, 1 görög katolikus és 4 egyéb felekezetű volt.
2001-ben 260 lakosából 255 szlovák és 2 magyar volt.
2011-ben 292 lakosából 260 szlovák és 4 magyar volt.
2021-ben 321 lakosából 293 (+2) szlovák, 6 (+2) magyar, 1 cigány, 3 egyéb és 18 ismeretlen nemzetiségű volt.

## Külső hivatkozások
- E-obce.sk Archiválva 2008. szeptember 25-i dátummal a Wayback Machine-ben
- Községinfó
- Tarány Szlovákia térképén Archiválva 2007. május 1-i dátummal a Wayback Machine-ben
- Eobec.sk[halott link]